# Joseph Levis
Joseph Louis "Joe" Levis, född 20 juli 1905 i Boston i Massachusetts, död 20 maj 2005 i Brighton i Massachusetts, var en amerikansk fäktare.
Levis blev olympisk silvermedaljör i florett vid sommarspelen 1932 i Los Angeles.